# Yoshinori Sakai
Yoshinori Sakai (坂井 義則, Sakai Yoshinori), também conhecido como bebê de Hiroshima, (Miyoshi, 6 de agosto de 1945 − Tóquio, 10 de setembro de 2014) foi um atleta e jornalista japonês, conhecido por ser o encarregado de acender a pira olímpica nos Jogos Olímpicos de Verão de 1964 em Tóquio.

## Biografia
Ele nasceu no mesmo dia dos ataques atômicos a Hiroshima, durante a Segunda Guerra Mundial. O Japão queria simbolizar nas Olimpíadas  o triunfo da vida sobre a morte. Yoshinori Sakai foi escolhido para acender a pira olímpica em razão das circunstâncias de seu nascimento. No evento ele simbolizava a vontade de paz e a capacidade de sobrevivência frente as tragédias.
Yoshinori participou dos Jogos Asiáticos de 1966 em Bancoque, onde ganhou uma medalha de ouro no revezamento 4 x 400 e uma medalha de prata nos 400 metros. Ele nunca competiu nos Jogos Olímpicos. Depois que parou de competir no atletismo, Yoshinori seguiu carreira na área de jornalismo esportivo na Fuji Television.
Faleceu em um hospital de Tóquio em decorrência de uma hemorragia cerebral.